# 西普塔一世
西普塔一世，全名奈傑卡爾·西普塔（英語：Netjerkare Siptah）古埃及古王国时期第六王朝的第七任、也是最後一任法老，也有學者將他視作第七王朝的第一位法老。如同西元前22世紀的其他法老，西普塔一世面臨君權萎縮，地方諸侯抬頭的困境。此外，雖說西普塔一世是一位男性，他與希羅多德和古埃及祭司曼涅托記載的女法老尼托克里斯被學界認為可能是同一人。
西普塔一世的首名 奈傑卡爾（Netjerkare）被刻在塞提一世編修的阿拜多斯王表的第40條，緊接在奈姆蒂姆萨夫二世之後 。這個首名同時也被刻在大英博物館存放的一個不知名銅器上。在都靈王表上，法老的名字奈傑卡爾·西普塔則被記載在第四欄第七列。
在西普塔一世死後開啟的第七王朝非常短命，僅持續70餘日便告終，對此現在史學界中有兩種假說，一是認為這70天是由前法老佩皮二世的孩子们共治的過渡期；另一個則認為西普塔一世在為兄長報仇的過程中殺死了所有合法繼承人，剩下的勢力為搶奪王位引發持續70日的動亂，直到門凱爾一世上台才告一段落。

## 女法老「尼托克里斯」同人說
據考據，女法老尼托克里斯的真實身分很有可能就是西普塔一世。在希羅多德的著作歷史中，她為了替被刺的兄長復仇，設計淹死諸侯們並隨之自盡。。雖然希羅多得並未提及該位兄長的名字，但尼托克里斯的故事是緊接在介紹奈姆蒂姆萨夫二世的部分之後，因此普遍推論女王的兄長即為後者。
都靈王表出土後，發現西普塔一世的名字緊接在奈姆蒂姆萨夫二世之後，因此出現「西普塔一世＝尼托克里斯」的說法；埃及史學家Kim Ryholt對此進行研究，認為尼托克里斯（Nitocris）是西普塔一世的首名奈傑卡爾（Netjerkare）長期傳承拼音變形後的結果。